# Альбіна Грчич
Альбіна Грчич (хорв. Albina Grčić, нар. 6 лютого 1999 року, Спліт, Хорватія), більш відома як Альбіна (хорв. Albina) — хорватська співачка. Розпочала свою кар'єру після участі в третьому сезоні хорватської версії телешоу «The Voice» («The Voice Hrvatska»), де посіла третє місце. Представниця Хорватії на Пісенному конкурсі Євробаченні 2021 в Роттердамі з піснею «Tick-Tock».

## Кар'єра

### X Factor Adria
Грчич пройшла прослуховування в другому сезоні X Factor Adria в Белграді, Сербія, з піснею «Ako izgubim te ja» Олівера Драгоєвича. Після того, як вона пройшла до наступного туру, продюсер вирішив сформувати дівочу групу, до складу якої ввійшла б Грчич. Вона відхилила пропозицію і припинила свою участь у шоу.

### The Voice Hrvatska
З 7 грудня 2019 року Альбіна Грчич брала участь у третьому сезоні реаліті-шоу The Voice Hrvatska. На першому шоу Грчич заспівала пісню Лаури Паузіні «En cambio no». Двоє суддів, Vanna та Давор Гобац повернулися, Грчич обрала Vanna своїм тренером. 11 січня 2020 року під час Нокаут-Сцени Грчич заспівала пісню Pink «A Million Dreams» і пройшла до наступного етапу. 1 лютого 2020 року в раунді боїв тренер Альбіни Vanna запропонувала виступити проти Філіпа Рудана, обравши для них пісню Біллі Айліш і Халіда «Lovely». Зрештою Vanna вибрала Рудана для виступів у прямих ефірах. Інший тренер Массімо Савіч врятував Альбіну, вона дійшла до першого епізоду прямих ефірів як член його команди. 8 лютого 2020 року в першому прямому ефірі Грчич заспівала пісню Златана Стіпішича Гібонні «Nisi više moja bol». У півфіналі 15 лютого 2020 року Грчич виконала пісню групи Coldplay «Fix You» і пройшла до фіналу. У фіналі Грчич заспівала пісні «Suze nam stale na put» разом зі своїм тренером Савічем, «Korake ti znam» Maya Sar, а також переспівала свою пісню для прослуховування «En cambio no». Вона посіла третє місце після Філіпа Рудана та переможця Вінко Кемераша.

### Контракт, дебютний сингл та Dora 2021
Одразу після того, як вона посіла третє місце на «Голосі», Грчич підписала контракт із Universal Music Croatia. 16 жовтня 2020 року вийшов її дебютний сингл «Imuna na strah». У грудні 2020 року Грчич оголосили однією із 14 фіналістів Dora 2021 — національного відбору в Хорватії на Євробачення 2021. Вона виконала пісню «Tick-Tock». На Dora 2021 Грчич виграла як за результатами голосування журі, так і телеголосування, набравши 198 балів, відповідно, представлятиме Хорватію на Євробаченні 2021. Вона виконала на конкурсі Євробачення 2021 року свою пісню «Tick-Tock» в першому півфіналі 18 травня, але не змогла потрапити у 10 найкращих учасників та досягти фіналу.